# 里维尔 (马萨诸塞州)
42°24′30″N 71°00′45″W / 42.40833°N 71.01250°W
里維爾（英語：Revere）是美國麻薩諸塞州沙福克縣的一個城市，位於波士頓以北，東臨大西洋。面積26.0平方公里，其中10.6平方公里為水面。根據美國2000年人口普查，人口47,383人。 
1630年白人開始殖民，1871年建鎮並由北切爾西改以美國獨立戰爭的傳奇人物保羅·里維爾命名。1914年設市。